# 群馬法科ビジネス専門学校桐生校
群馬法科ビジネス専門学校桐生校（ぐんまほうかビジネスせんもんがっこうきりゅうこう）は、群馬県桐生市相生町5丁目にある専門学校。1951年（昭和26年）創立。学校法人設樂学園。旧称桐生ビジネス専門学校（きりゅうビジネスせんもんがっこう）。

## 歴史
戦後まもなく桐生市小曽根町に創立された桐生ドレスメーカー女学院を前身とする。相生町5丁目の新校舎に移転後、専修学校制度により専修学校へ移行、桐生ドレスメーカー専門学校と改称する。平成に入り新たに高等課程を新設、向陽台高等学校と技能連携し桐生ビジネス専門学校が成立した。平成17年に閉校。平成21年中央カレッジグループに加入。平成23年群馬法科ビジネス専門学校桐生校に校名変更。

## 建学の精神
- 実学一心　　「学を結実して心を一にする」

## 校訓
- 希望（Hope）心に希望を、明るい笑顔で元気に心身を鍛え豊かな人間性を育む。
- 進取（Forword-looking）何事も積極的に取り組み個性と向上心を育む。
- 創造（Creativity）自ら培った知性や感情を基に新たなものを創り出す能力を育む。

## 校歌
- 作詞 ・作曲：設樂 實

## 課程・学科・コース
- 専門課程

行政ビジネス学科 2年制・1年制